# Apache Rocks the Bottom
Az Apache Rocks the Bottom (Hollandiában Rock Bottom) a német Scooter együttes 2005-ben megjelent kislemeze, a második kislemez a "Who's Got The Last Laugh Now?" című albumukról. Ez az utolsó kislemez, melynek elkészítésében Jay Frog közreműködött. Két albumszám összevonásával keletkezett, az "Apache"-ból a dallamot elegyítették a "Rock Bottom" szövegével és zenei alapjával. Hollandiában a "Rock Bottom" jelent meg kislemezként, illetve internetes letöltésként a B-oldalas "Countdown" (ami egy szimpla szilveszteri visszaszámlálás) is kiadásra került külön.
Akárcsak a legtöbb Scooter-dal, ez is feldolgozás: a The Shadows "Apache" című számát illetve a Donkey Rollers "Strike Again" című számát dolgozza fel. A "Rock Bottom" dallama pedig Jordan & Baker "Explode" című számából származik. A kislemez nem lett nagy siker, a legtöbb slágerlistán meglehetősen szerény eredményeket tudott felmutatni.

## Számok listája
1. Apache Rocks the Bottom (Radio Edit) (3:45)
2. Apache Rocks the Bottom (Extended Mix) (5:46)
3. Apache Rocks the Bottom (Dub Mix) (5:57)
4. Apache Rocks the Bottom (Club Mix) (5:32)
5. Apache Rocks the Bottom (Snippet) (0:30)
6. Countdown (1:44)

A "Snippet" egy 30 másodperces részlet a dalból, ami kizárólag a német kiadásokra került fel. A "Club Mix" tulajdonképpen nem más, mint az "Apache" albumverzió hosszabb verziója. A "Dub Mix" kizárólag a kislemezen található meg.

## Rock Bottom kislemez
Az eredeti változat mellett 2006-ban Hollandiában megjelent a Rock Bottom eredeti, albumverziója is kislemezen. Az eltérés az előzőhöz képest nem sok:
1. Rock Bottom (Radio Mix) (3:25)
2. Apache Rocks The Bottom (Radio Mix) (3:45)
3. Rock Bottom (Video Mix) (3:40)
4. Countdown (1:41)

Multimédiás tartalomként a videoklip is elérhető.

## Vinyl verziók

### Apache
A limitált kiadású 12-es bakelitlemez, mely 2005. december 7-én jelent meg, mindössze egyoldalas volt, és az Apache club mixe található meg rajta.

### Apache Rocks The Bottom
- A1: Apache Rocks The Bottom (Extended Mix) (5:46)
- A2: Countdown (To New Year's Eve) (1:44)
- B1: Apache Rocks The Bottom (Dub Mix) (5:54)
- B2: Apache (Club Mix) (5:32)

## Más változatok
Promóciós céllal megjelent Nagy-Britanniában egy változat, amelyeken remixek kaptak helyet: "Alex K Remix", "Clubstar Remix", "United DJs Remix". Ennek második kiadására egy "Flip 'n Fill Remix" is felkerült. Valamennyi remix felkerült a "Who's Got The Last Laugh Now? (20 Years of Hardcore Expanded Edition)" című kiadványra, a "Flip & Fill Remix"pedig a "The Ultimate Aural Orgasm" nagylemez limitált kiadására is.
Koncertverziója hallható a 2006-os "Excess All Areas" című kiadványon, a dal vége a "Rock Bottom".ba vált át.

## Közreműködtek
- H.P. Baxxter a.k.a. Shotgun MC (szöveg)
- Rick J. Jordan (zene, produkciós munkálatok, fényképek)
- Jay Frog (zene)
- Jens Thele (menedzser)
- Jerry Lordan (eredeti szerző)
- Mark Summers (sample replay)
- Christian Spreitz (fényképek)
- Marc Schilkowski (borítóterv)

## Videoklip
A klip századelős környezetben játszódnak. A Scooter tagjai több más személlyel együtt kártyáznak egy szalonban. Hamarosan kiderül, hogy Jay hamiskártyás, amit Rick észrevesz és felháborodik. Ekkor azonban kitör a verekedés, és aki talpon maradt a végére, azokat a férfiakkal együtt mulatozó hölgyek ütik le és veszik el a pénzüket.